# Acacia eriadenia
Acacia eriadenia é uma espécie de leguminosa do gênero Acacia, pertencente à família Fabaceae.